# Nilus curtus
Espèce
Nilus curtus est une espèce d'araignées aranéomorphes de la famille des Pisauridae.

## Distribution
Cette espèce se rencontre en Afrique. 

## Description

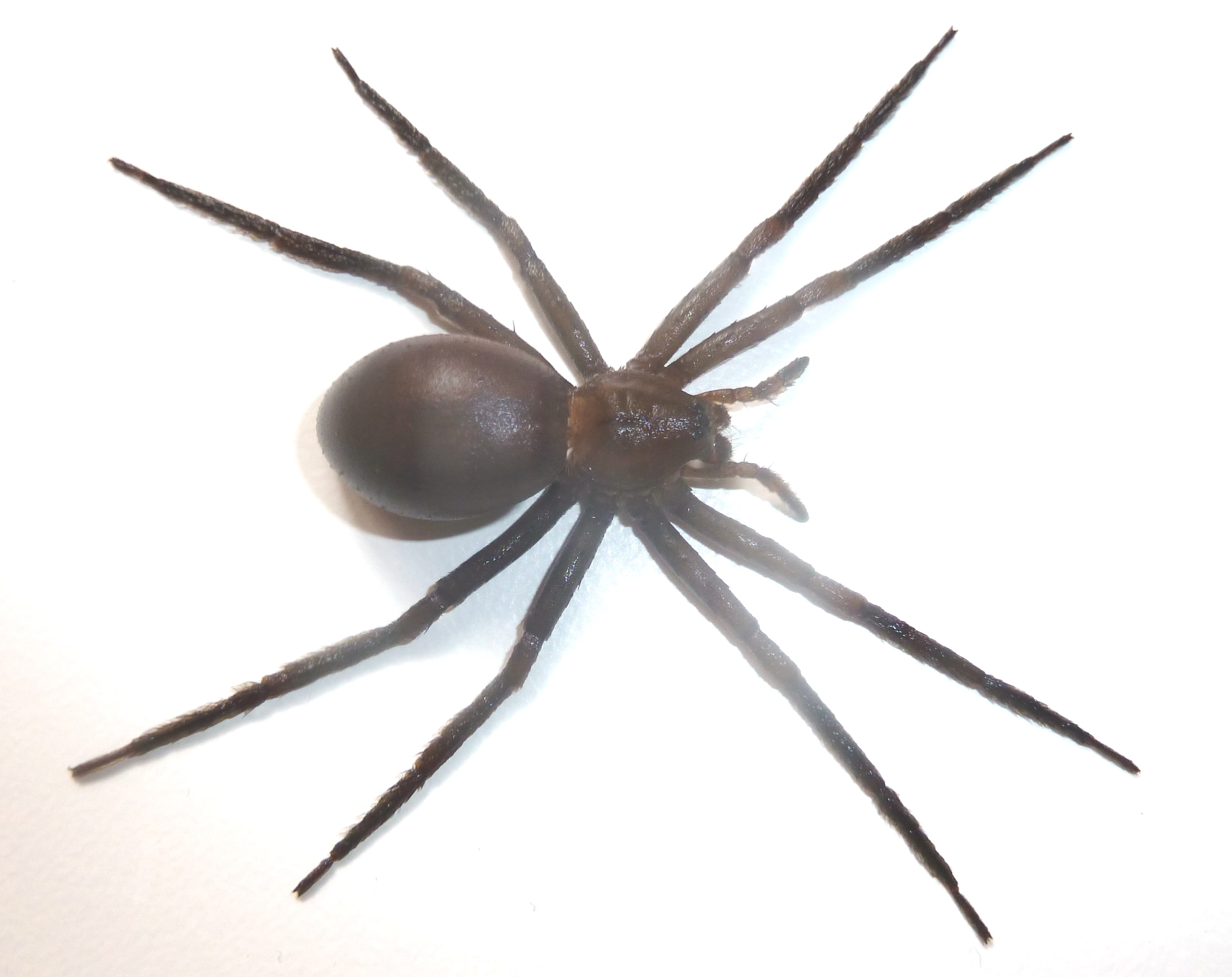
Nilus curtus

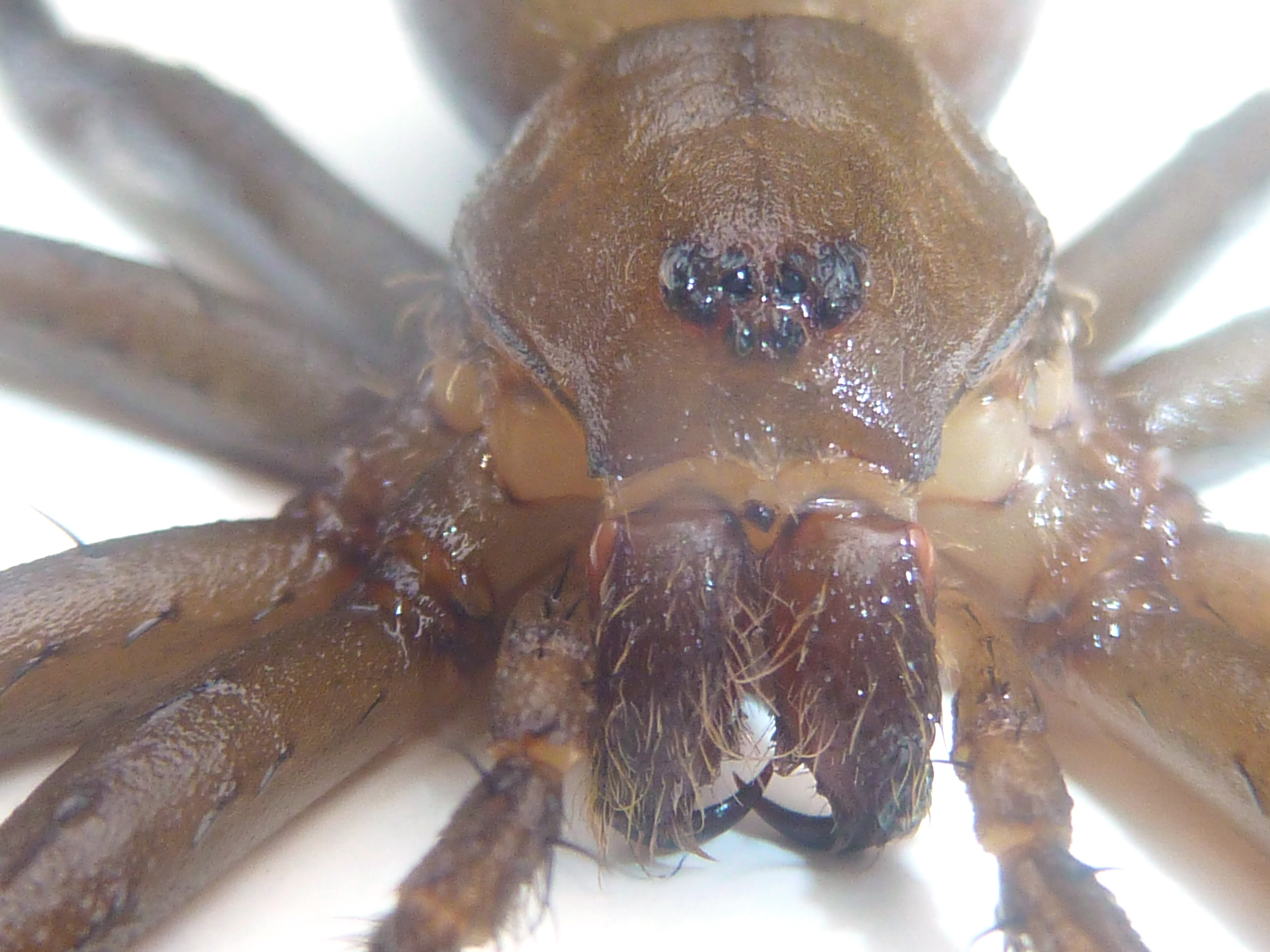
Nilus curtus

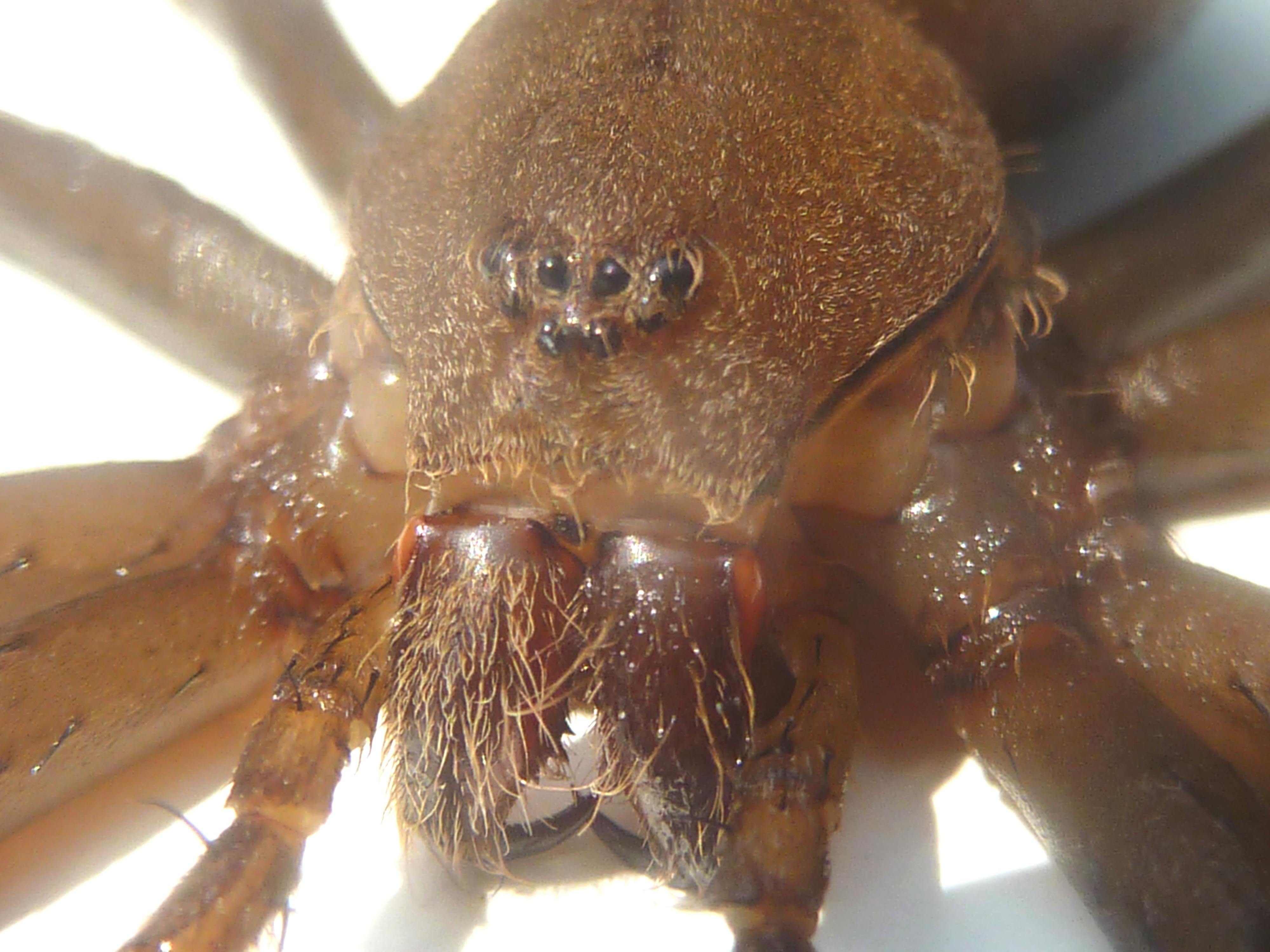
Nilus curtus

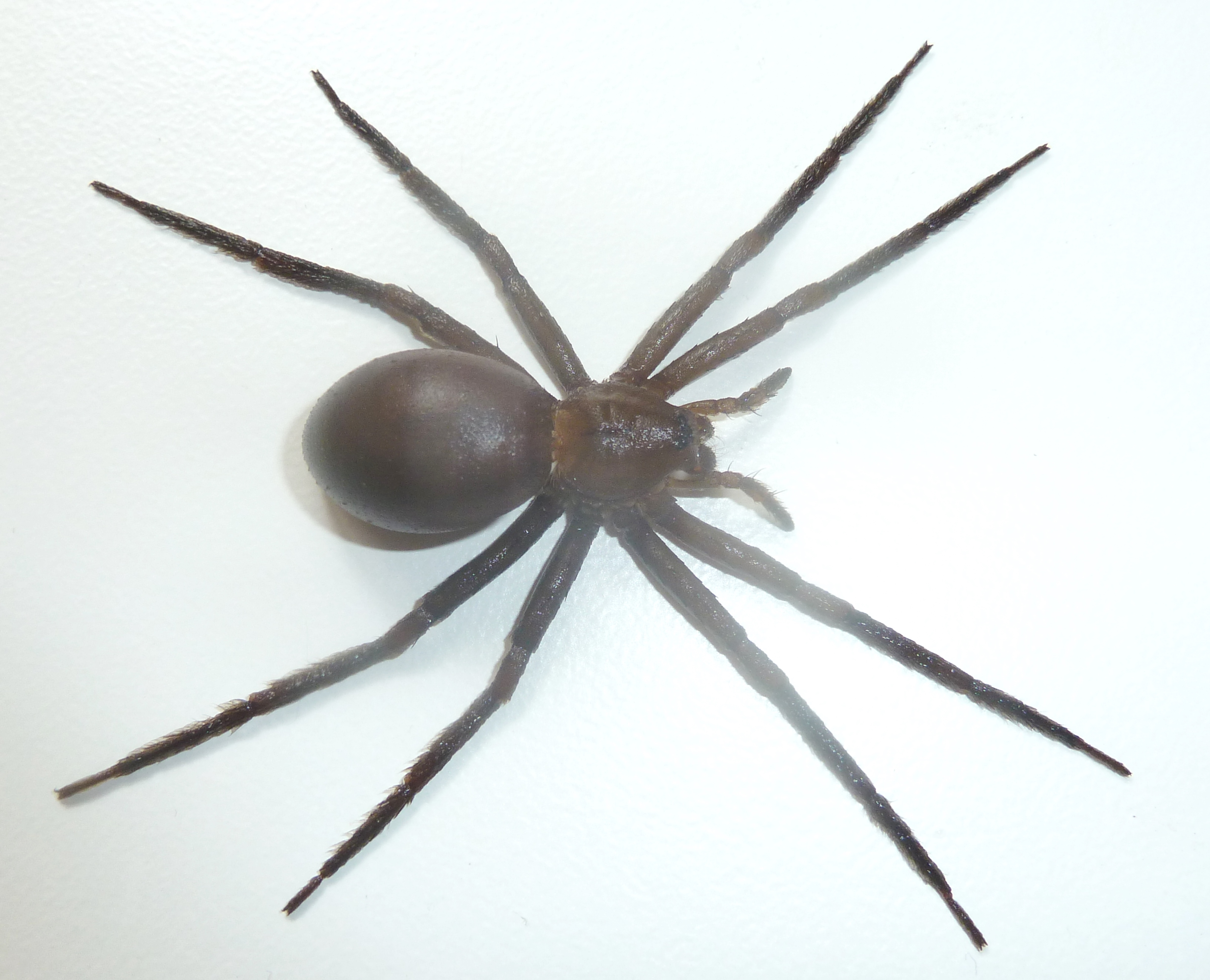
Nilus curtus

Les mâles mesurent de 9,5 à 18 mm et les femelles de 11,5 à 27,5 mm.

## Systématique et taxinomie
Cette espèce admet de nombreux synonymes :
- Ctenus spinosissimus Karsch, 1879
- Nilus spinosissimus (Karsch, 1879)
- Thalassius unicolor Simon, 1897
- Thalassius spenceri F. O. Pickard-Cambridge, 1898
- Thalassius inornatus Pocock, 1900
- Thalassius auratus Pocock, 1900
- Thalassius leucostictus Pocock, 1900
- Thalassius batesi Pocock, 1900
- Thalassius leonensis Pocock, 1900
- Thalassius regalis Pocock, 1900
- Thalassius fulvus Kulczyński, 1901
- Thalassius ruwenzoricus Strand, 1913
- Thalassius bukobensis Strand, 1913
- Thalassius schubotzi Strand, 1913
- Thalassius tuckeri Lessert, 1923
- Dolomedes ingens Caporiacco, 1939
- Dolomedes aethiops Caporiacco, 1939
- Thalassius poecilis Roewer, 1955
- Thalassius straeleni Roewer, 1955
- Thalassius wittei Roewer, 1955
- Thalassius upembanus Roewer, 1955
- Thalassius trifasciatus Roewer, 1955
- Thalassius malitiosus Roewer, 1955
- Thalassius kazibius Roewer, 1955
- Thalassius parallelus Roewer, 1955
- Thalassius multimaculatus Roewer, 1955
- Thalassius contactus Roewer, 1955
- Thalassius lanceolatus Roewer, 1955
- Thalassius jaundeus Roewer, 1955
- Thalassius alacer Roewer, 1955
- Thalassius preussi Roewer, 1955
- Thalassius maruanus Roewer, 1955
- Thalassius cromei Roewer, 1955
- Thalassius albiabundans Roewer, 1955
- Thalassius gressorius Roewer, 1955
- Thalassius umbrosus Roewer, 1955
- Thalassius maculatipes Roewer, 1955
- Thalassius biseriatus Roewer, 1955
- Thalassius signatus Roewer, 1955
- Thalassius mossambicus Roewer, 1955

## Publication originale
- O. Pickard-Cambridge, 1876 : Catalogue of a collection of spiders made in Egypt, with descriptions of new species and characters of a new genus. Proceedings of the Zoological Society of London, vol. 1876, p. 541-630 (texte intégral).